# Jon Ander Serantes
Jon Ander Serrantes Simón (Barakaldo, 24 ottobre 1989) è un calciatore spagnolo, portiere del Gifu.

## Carriera

### Club
È cresciuto nelle giovanili del Barakaldo.
Il 26 agosto 2016 ha esordito nella prima divisione spagnola con la maglia del Leganés in un match vinto 1-0 contro il Celta Vigo.

## Statistiche

### Presenze e reti nei club
Statistiche aggiornate al 7 luglio 2017.
| Stagione               | Squadra                | Campionato             | Campionato | Campionato | Coppe nazionali | Coppe nazionali | Coppe nazionali | Coppe continentali | Coppe continentali | Coppe continentali | Altre coppe | Altre coppe | Altre coppe | Totale | Totale | Totale |
| Stagione               | Squadra                | Comp                   | Pres       | Reti       | Comp            | Pres            | Reti            | Comp               | Pres               | Reti               | Comp        | Pres        | Reti        | Pres   | Reti   |        |
| ---------------------- | ---------------------- | ---------------------- | ---------- | ---------- | --------------- | --------------- | --------------- | ------------------ | ------------------ | ------------------ | ----------- | ----------- | ----------- | ------ | ------ | ------ |
| 2009-2010              | Barakaldo              | SB                     | 8          | -12        | CR              | 0               | 0               |                    | -                  | -                  |             | -           | -           | 8      | -22    |        |
| 2010-2011              | Barakaldo              | SB                     | 19         | -22        | CR              | 0               | 0               |                    | -                  | -                  |             | -           | -           | 19     | -22    |        |
| 2011-2012              | Bilbao Athletic        | SB                     | 27         | -26        | CR              | 0               | 0               |                    | -                  | -                  |             | -           | -           | 27     | -26    |        |
| 2012-2013              | Bilbao Athletic        | SB                     | 17         | -12        | CR              | 0               | 0               |                    | -                  | -                  |             | -           | -           | 17     | -12    |        |
| Totale Bilbao Athletic | Totale Bilbao Athletic | Totale Bilbao Athletic | 44         | -38        |                 | 0               | 0               |                    | -                  | -                  |             | -           | -           | 44     | -38    |        |
| 2013-2014              | Barakaldo              | SB                     | 38         | -37        | CR              | 0               | 0               |                    | -                  | -                  |             | -           | -           | 38     | -37    |        |
| Totale Leganes         | Totale Leganes         | Totale Leganes         | 65         | -71        |                 | 0               | 0               |                    | -                  | -                  |             | -           | -           | 65     | -71    |        |
| 2014-2015              | Leganés                | SD                     | 25         | -23        | CR              | 0               | 0               |                    | -                  | -                  |             | -           | -           | 25     | -23    |        |
| 2015-2016              | Leganés                | SD                     | 42         | -34        | CR              | 0               | 0               |                    | -                  | -                  |             | -           | -           | 42     | -34    |        |
| 2016-2017              | Leganés                | PD                     | 13         | -22        | CR              | 0               | 0               |                    | -                  | -                  |             | -           | -           | 13     | -22    |        |
| Totale Leganes         | Totale Leganes         | Totale Leganes         | 80         | -79        |                 | 0               | 0               |                    | -                  | -                  |             | -           | -           | 80     | -79    |        |
| Totale carriera        | Totale carriera        | Totale carriera        | 189        | -188       |                 | 0               | 0               |                    | -                  | -                  |             | -           | -           | 189    | -188   |        |